# Thueyts
Thueyts – miejscowość i gmina we Francji, w regionie Owernia-Rodan-Alpy, w departamencie Ardèche.
Według danych na rok 1990 gminę zamieszkiwało 945 osób, a gęstość zaludnienia wynosiła 43 osoby/km² (wśród 2880 gmin regionu Rodan-Alpy Thueyts plasuje się na 810. miejscu pod względem liczby ludności, natomiast pod względem powierzchni na miejscu 425.).

## Populacja

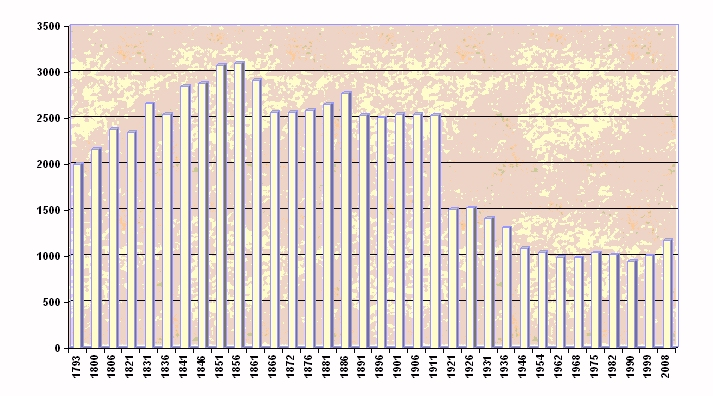
Populacja Thueyts w latach 1793-2008